# Sybyzgy

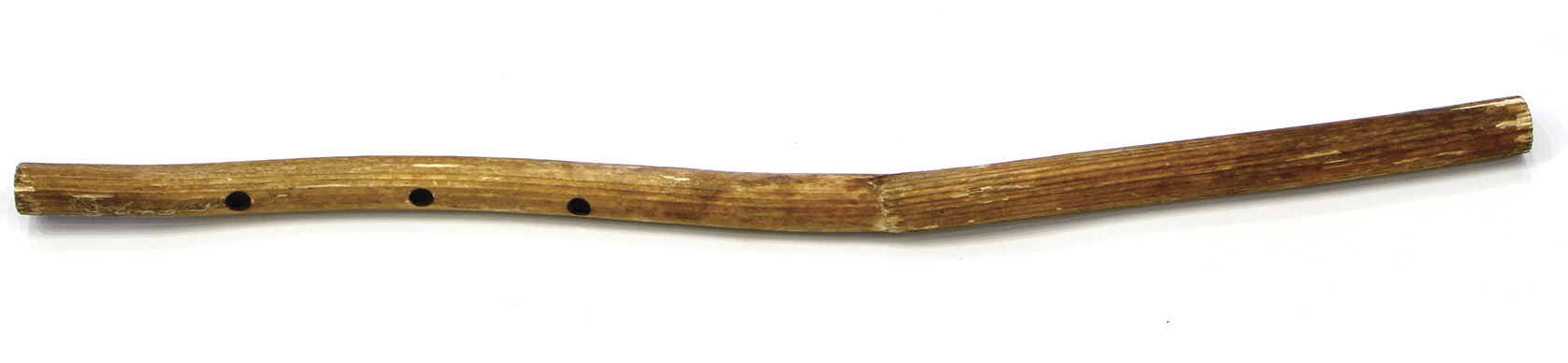
Sybyzgy aus Pflanzenrohr mit drei Grifflöchern

Sybyzgy (kasachisch сыбызғы), auch sybysghy, sybyzγy, sybyzghy, sybyzyk, sibizga, tschibyzga, tchibyzga, ist eine beidseitig offene Längsflöte (Endkantenflöte) aus Pflanzenrohr oder Holz mit drei oder vier Grifflöchern, die in Kasachstan traditionell von männlichen Hirten gespielt wird. Typischerweise wird bei der sybyzgy wie bei verwandten Flöten in der Bergregion des Altai, darunter der mongolischen Hirtenflöte tsuur und der tuwinischen schuur, zum Ton der Flöte mit der Stimme ein tiefer gutturaler Brummton eingesungen.
Die praktisch baugleiche und mit derselben Gesangstechnik gespielte kirgisische Längsflöte tschoor wird teilweise auch sybyzgy genannt. Die zentralasiatischen Hirtenflöten sind mit der türkischen kaval verwandt.

## Herkunft und Verbreitung
Die vom Balkan über Vorderasien und Zentralasien verbreiteten Hirtenflöten haben ein hohes Alter. Ihre mutmaßlichen Ursprünge liegen in den Panflöten der Jäger und Fischer, etwa der jungsteinzeitlichen Kitoi-Kultur am Baikalsee, wo durch Kerben verzierte Vogelröhrenknochen gefunden wurden. Sie werden in das 4. Jahrtausend oder 3./2. Jahrtausend v. Chr. datiert. Im Gebiet um den Baikalsee und in Jakutien wurden auch Kernspaltflöten mit Grifflöchern von jungsteinzeitlichen Jägern und Fischern gefunden.
Die ältesten Darstellungen mit Musikinstrumenten im östlichen Zentralasien sind Terrakottafiguren von Affen aus dem 2. oder 3. Jahrhundert n. Chr., die Flöten, Panflöten, Schneckenhörner, Halslauten und Trommeln spielen. Die musizierenden und tanzenden Affenfiguren werden mit dem Vorkommen von aus Indien stammenden Volkskulten in Verbindung gebracht. Musizierende Affen sind bereits von sumerischen Darstellungen bekannt. Mehrere Musikinstrumente, darunter etwa die Kegeloboe, verbreiteten sich im Verlauf des 1. Jahrtausends von Vorderasien über Zentralasien bis nach China, wo sie als „fremdländische“ Musikinstrumente aus dem Westen in die höfischen Orchester gelangten, zu denen auch Tänzer gehörten.
Aus der Mitte des 1. Jahrtausends wurden in Afrasiab nahe Samarqand mehrere in Bruchstücken erhaltene Terrakottafiguren von musizierenden Frauen ausgegraben. Die aufrecht stehenden Musikerinnen sind in lange Mäntel und Pluderhosen gekleidet, mit beiden Händen umgreifen sie ein langes dünnes Blasinstrument, das sie vor dem Oberkörper senkrecht nach unten halten. Bei einer angenommenen Körpergröße von 170 Zentimetern müsste das Blasinstrument etwa 80 Zentimeter lang gewesen sein. Vermutlich waren es randgeblasene Längsflöten mit einer leicht konischen Spielröhre.
Gegenüber den zahlreichen Darstellungen von Musikinstrumenten aus vorgeschichtlicher bis frühmittelalterlicher Zeit in Zentralasien sind nur wenige originale Musikinstrumente erhalten. Die meisten Flöten dieser Zeit bestehen aus Knochen oder Ton, beispielsweise eine 16 Zentimeter lange Knochenflöte mit vier Grifflöchern aus der ehemaligen Hauptstadt Bundschikat, die vom 7. bis zum 9. Jahrhundert im südlichen Zentralasien existierte. Aus der nahegelegenen, zur selben Zeit bewohnten Palastfestung Tschilchudschra stammt eine schlecht erhaltene Rohrflöte mit mindestens drei Grifflöchern. Eine weitere, in das 9. bis 11. Jahrhundert datierte Längsflöte stammt aus Altyntepe in der südusbekischen Provinz Qashqadaryo. Die vollständig erhaltene Spaltflöte besteht aus einem Adlerknochen und hat fünf Grifflöcher. Ein anderer zentralasiatischer Flötentyp sind randgeblasene Gefäßflöten aus Ton.
Der aus dem südlichen Zentralasien stammende muslimische Gelehrte al-Farabi (um 872–950) verwies auf die aus ihren Namen abzuleitende Herkunft der in der arabischen Musik verwendeten Instrumente, darunter die nay tatari, also die „tatarische (zentralasiatische) Flöte“. Die ney (persisch, „Rohr[flöte]“) ist eine lange Endkantenflöte, die von der Türkei über die arabischen Länder, Iran bis nach Zentralasien verbreitet ist, aber anders als die sybyzgy bevorzugt in den städtischen klassischen Musikstilen gespielt wird.
Bei den Karakalpaken in Zentralasien (Usbekistan) wird das Blasinstrument nach seinem Material benannt, etwa als agach-nai („Holzflöte“), in den Bergregionen der uigurischen Region Xinjiang wird die naj aus einem Adler- oder Geierknochen gefertigt.

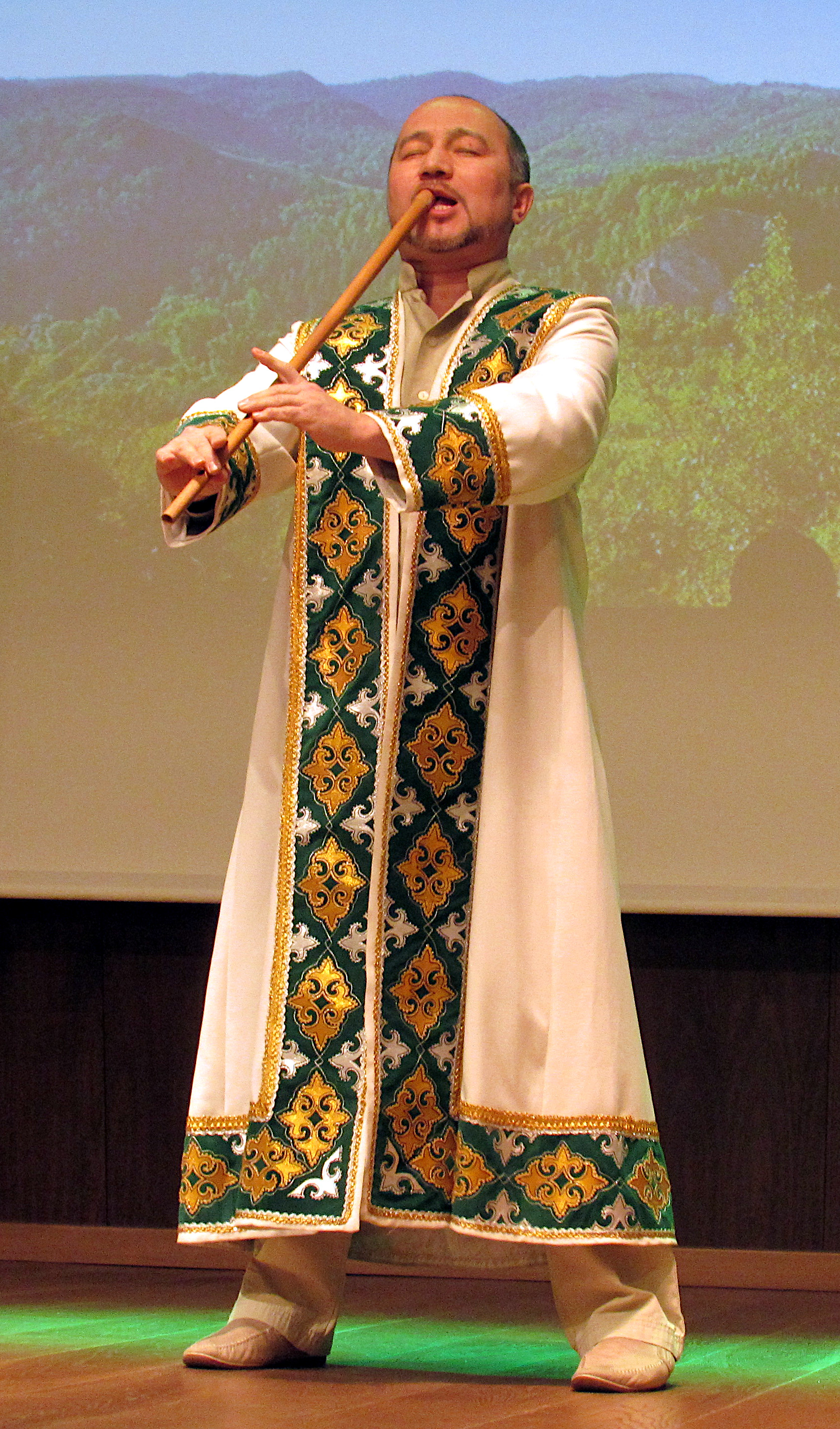
Kurai-Spieler in der russischen Republik Baschkortostan mit einer der sybyzgy entsprechenden Spielweise

Nach ihrer Verwendung als Hirtenflöte mit der sybyzgy verbunden ist die arabische schabbaba, die namentlich (von arabisch schabbāb, „Jugend“) bevorzugt von jungen Hirten gespielt wird. Zu den langen endgeblasenen Flöten aus Holz oder Rohr in Zentralasien, die mit der sybyzgy verwandt sind, gehören die mit einem eingesungenen Kehlkopfbordun gespielte kurai (quray) der Baschkiren die türkische kaval, die armenische blul und die kurdische bilûr.
Das bekannteste kirgisische Blasinstrumente ist die Längsflöte tschoor, die weitgehend der kasachischen sybyzgy entspricht. Sie ist 55 Zentimeter lang mit einer Spielröhre aus Holz oder Rohr und drei bis vier Grifflöchern. In der Mongolei heißt diese endgeblasene Flöte aus Holz tsuur. Seltener ist die kirgisische sarbasnai (möglicherweise von persisch sarbaz nai, „Soldatenflöte“) aus einer 60 Zentimeter langen Metallröhre mit fünf Fingerlöchern. Die turkmenische Hirtenflöte tüidük aus Pflanzenrohr besitzt fünf Fingerlöcher und ein Daumenloch. Zu diesen offenen Längsflöten gehört auch die in der pakistanischen Provinz Belutschistan auf dieselbe Weise gespielte narh aus einem Pflanzenrohr mit vier Fingerlöchern. Der einfache Flötentyp hat ein hohes Alter. Die mongolische tsuur soll bereits im 1. Jahrtausend zur Zeit der Hunnen bekannt gewesen sein.

## Wortumfeld
In der instrumentalen Volksmusik der kirgisischen Hirten ist sybyzgy eine alternative Bezeichnung für die der kasachischen Längsflöte entsprechende tschoor. In entlegenen Dörfern in Usbekistan wurden in der zweiten Hälfte des 20. Jahrhunderts noch die alten kurzen Schäferflöten chupon nai und ghajir nai aus Röhrenknochen sowie die Einfachrohrblattinstrumente sibizik (sibiziq) aus Pflanzenrohr angetroffen, mit denen besonders Frauen und Kinder Hirtenmelodien spielten.
In dieselbe ländliche Kultur der Schäfer in Usbekistan gehört das kleine Einfachrohrblattinstrument sibiziq aus Pflanzenrohr, das dem turkmenischen dilli tüýdük entspricht. Die sibiziq kommt einer Beschreibung von 1972 zufolge in der tadschikischen Volksmusik unter dem Namen surnak vor und ist ein möglicher Vorläufer der usbekischen qoshnai, die aus zwei verbundenen Spielröhren mit Einfachrohrblättern besteht. In Tadschikistan ist die qoshnai als juftnai bekannt.
Das Wortumfeld von sybyzgy bezeichnet unterschiedliche Blasinstrumente. In dem von Mahmūd al-Kāschgharī Ende des 11. Jahrhunderts verfassten ältesten turksprachigen Lexikon wird sibizgu oder subuzgu als Pfeife (düdük), Röhre, Flöte oder Trompete (boru, vgl. karna) umschrieben. In Usbekistan wird die Rohrflöte nay der Schäfer (mit bis zu fünf Grifflöchern) auch sibizga oder sibiziq genannt. In der Türkei ist das Einfachrohrblattinstrument sipsi mutmaßlich mit sybyzgy sprachverwandt. Bei den Turkmenen, die auf den Hochweiden (yayla) im Südwesten der Türkei wohl in einer alten zentralasiatischen Tradition musizieren, ist die sipsi ein Doppelrohrblattinstrument. Ein seltenes türkisches Einfachrohrblattinstrument aus zwei verbundenen Spielröhren ist regional als çifte sipsi („doppelte Pfeife“) bekannt. Laurence Picken (1975) stellt des Weiteren eine Verbindung von türkisch sipsi zu ungarisch síp her. Das ursprünglich onomatopoetische Wort síp (allgemein „Pfeife“) bezeichnet allgemein ungarische Flöten und stand früher überwiegend für Rohrblattinstrumente.

## Bauform

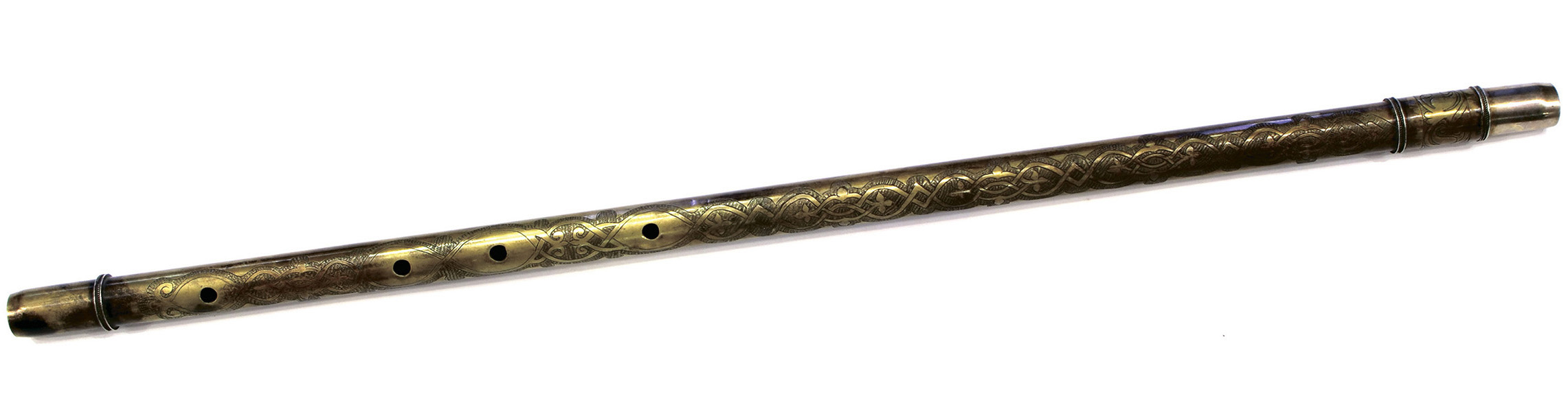
Sybyzgy aus Messing mit vier Grifflöchern

Die von den Hirten selbst hergestellte sybyzgy ist ungefähr 55 bis 70 Zentimeter lang und hat einen Durchmesser von 10 bis 25 Millimetern. Typischerweise besteht die sybyzgy aus einem 60 bis 65 Zentimeter langen Pflanzenrohr oder aus einer gedrechselten Holzröhre mit drei Grifflöchern. Manchmal wird mit einer Handbohrmaschine ein viertes Griffloch einen Fingerbreit unterhalb des dritten eingebohrt. Die Spielröhre ist an beiden Enden offen und gerade abgeschnitten, das Anblasende ist innen bis zu einem dünnen Rand angeschrägt. Bei traditionell aus Pflanzenstängeln, bevorzugt aus dem in höheren Lagen gefundenen Wiesen-Bärenklau, angefertigten Flöten verwendet der Hirte ein Messer, um den ausgetrockneten Stängel auf der Wiese abzuschneiden und die Grifflöcher einzustechen. Die Grifflöcher werden beginnend 5 Zentimeter vom unteren Rand im Abstand von etwa 5 Zentimetern angebracht.
Moderne sybyzgy haben heute vier bis sechs Grifflöcher und werden aus Metall oder Kunststoff hergestellt.
Der Musiker hält die Flöte mit dem Anblasende gegen die Zähne und seitwärts schräg nach unten. Die genaue Position ist etwas links vom mittleren oberen Schneidezahn, wobei die Lippen an der linken Seite um das Flötenende herum geschlossen werden. Vor dem Spiel wird die Röhre mit Wasser angefeuchtet.
Dieser Flötentyp mit meist drei Grifflöchern ist mit derselben Spielweise im Bereich des Altaigebirges im Westen der Mongolei bei den Tuwinern und Jakuten unter dem Namen tsuur oder schuur (shöör) bekannt. Die mongolische tsuur besitzt ebenfalls drei Grifflöcher, wie auch eine im 18. Jahrhundert beschriebene Flöte der Kalmücken.

## Spielweise

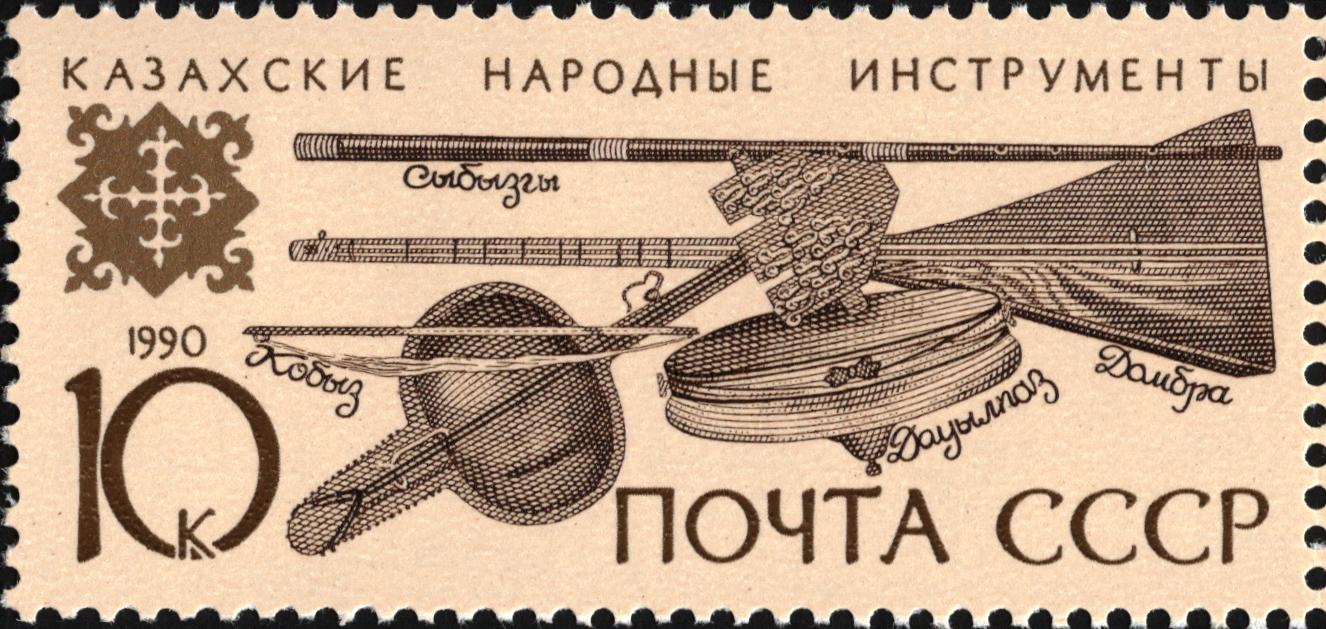
Sowjetische Briefmarke von 1990: sybyzgy, Langhalslaute dombra, Streichlaute kobys und flache Kesseltrommel dauylpaz

Der russische Politiker und Ethnograf Alexei Ljowschin (1799–1879) erklärte 1832, die bedeutendsten Musikinstrumente der Kasachen seien die zweisaitige Streichlaute kobys und die sybyzgy. Den mit der eingesungenen Kehlkopfstimme angereicherten Flötenton fand Ljowschin gröber und unangenehmer als den Klang der kobys, die mehrere Vogelstimmen nachahmen könne.
Die Musik der Kasachen war bis zur Mitte des 19. Jahrhunderts durch die nomadischen Viehhirten geprägt, die mit ihren Rundzelten (Jurten) im Jahresverlauf auf langen Strecken zwischen den Weideplätzen wanderten oder in Trockengebieten im Kreis um Wasserstellen herumzogen. Die Nomadenrouten wurden erst durch die Ansiedlung von Russen während des Russischen Kaiserreichs unterbrochen, dennoch blieben manche mit alltäglichen Ritualen und Gebräuchen in Verbindung stehende Musiktraditionen erhalten. Die allgemeine Bekanntheit der Hirtenflöte im 19. Jahrhundert bestätigt Jules Verne in seinem Roman Der Kurier des Zaren von 1876, der vor dem Hintergrund dieser russischen Eroberungen in Zentralasien spielt. Der gefangen genommene Protagonist Michael Strogoff erlebt vor dem Zelt des Emirs der „Tataren“ eine Tanzaufführung, die von der Langhalslaute dutar, der kobys, der sybyzgy, Trommeln und gutturalem Gesang begleitet wird.
Instrumentalmusik gehört zum Bereich der Männer, während Frauen ein eigenes Repertoire gesungener Lieder bewahren und lediglich die Maultrommel schan-qobyz spielen. Anfang des 20. Jahrhunderts waren von den früher zahlreicheren Musikinstrumenten hauptsächlich die zweisaitige Langhalslaute dombra, die Maultrommel schan-qobyz, die kobys und die traditionell nur von männlichen Viehhirten gespielte sybyzgy übrig geblieben. Die Flöte war gegenüber den anderen Melodieinstrumenten selten geworden.
In den 1920er und 1930er Jahren vollzog sich mit der Gründung der Sowjetunion auch im Bereich der Musik eine revolutionäre Veränderung. Kasachische Musik und traditionelle Berufsmusiker wurden zwangsweise verdrängt. Traditionelle Musikformen wurden zu einem schmückenden Beiwerk für eingeführte europäische Stile degradiert. Im 1934 gegründeten staatlichen Folkloreorchester spielten die bislang ausschließlich solistisch und teilweise improvisierend eingesetzten Volksmusikinstrumente erstmals unisono und von ihrem kulturellen Hintergrund befreit zusammen. Dies änderte sich ab den 1960er Jahren, als die ethnische Identität der Kasachen in den Vordergrund trat und Musikethnologen die musikalischen Traditionen zu erforschen begannen. Aufführungen traditioneller Musik hatten aber um diese Zeit nur noch wenig Publikum, während in den Konzerthäusern von Alma-Ata sämtliche Formen westlicher klassischer Musik präsentiert wurden.
In das 1981 gegründete nationale Orchester Otrar sazy wurden abgesehen von dombra und kobys weitere traditionelle Musikinstrumente aufgenommen: die sybyzgy, die Gefäßflöte saz-surnay, die Langtrompete karna (kernei), die Maultrommel schan-kobys, die Glöckchen-Rassel konyrau, der lange Rasselstab asatayak, die Wölbbrettzither jetigen und andere seltene Saiteninstrumente. Diesem Orchester ging es um die Wiederbelebung einer alten originellen Volksmusiktradition. In der Folge übernahmen auch Amateurensembles dieses Instrumentarium.
Die sybyzgy wird wie andere Hirtenflöten geblasen, um einfache Melodien zu improvisieren. Die charakteristische traditionelle Spielweise dieses zentralasiatischen Flötentyps ist jedoch das solistische Spiel mit einem gesungenen Bordunton, den der Musiker einbläst, sodass zwei Töne entstehen. Ein Musiker, der diese Technik meisterhaft beherrscht, kann drei Töne zugleich hörbar machen, indem er entsprechend der tuwinischen und mongolischen Gesangstradition eine dunkle gutturale Stimme (khöömii) zusätzlich zum Flötenton hervorbringt. Zuhörer können den Ton der Flöte, den eingesungenen Ton und den tiefen Kehlgesang unterscheiden.
Ein gleichzeitig zum Flötenton produzierter tiefer brummender Vokalbordun ist außerhalb des Altai auch in weit entfernten Regionen bekannt. Diese Spielweise offener Längsflöten ist auch bei der kurai in der russischen Republik Baschkortostan westlich des Ural (Obertongesang uzlyau), der tüidük in Turkmenistan, der narh in der pakistanischen Provinz Belutschistan und in manchen Gegenden in Südosteuropa üblich.
Die Saiten der zweisaitigen dombra sind im Quintabstand gestimmt. Die Melodie wird auf der oberen Saite gespielt, während mit der tieferen Saite ein Bordunton hinzugefügt wird. Entsprechend singt der sybyzgy-Spieler eine um eine Quinte tieferen Bordunton ein. Kompositionen für die Flöte können dadurch einfach für die dombra übernommen werden.
Die alte Tradition der kasachischen Instrumentalmusik wird mit dem Begriff küj (kui, kyui) zusammengefasst. Küj sind Solostücke für ein bestimmtes Musikinstrument – dombra, kobys oder sybyzgy – von wenigen Minuten Dauer. Für die dombra sind mehrere hundert küj bekannt, für die kobys etwa 50 und für die sybyzgy ungefähr 20. Die küj werden nach ihrer Herkunftsregion – aus dem Westen oder aus der Mitte und dem Süden des Landes – stilistisch in zwei Gruppen eingeteilt. Jeder küj ist mit einer Geschichte, einem Ereignis und einer Stimmung verbunden, somit wird er entsprechend der jeweiligen Situation ausgewählt. Es gibt küj eigens für Hochzeiten, den Besuch von Gästen und für sonstige Feste mit einem freudigen oder traurigen Anlass. Die meisten küj stammen von Komponisten des 19. Jahrhunderts, unter ihnen Qurmanghasy Saghyrbajuly. Einige küj werden auf den legendären Barden Dede Korkut zurückgeführt, dessen vielleicht im 14. Jahrhundert entstandene Geschichte am Beginn der turksprachigen Erzähltradition steht. Nur einer der bedeutenden Komponisten, Sarmalaj (1835–1885), schuf Werke für sybyzgy und spielte selbst diese Flöte. Nach küj für dombra und kobys stehen die sybyzgy küj an dritter Stelle.
Als ausgereifteste Form der kasachischen Volksmusik sind die küj eng mit Traditionen und Mythen verbunden. Davon erzählt der Musiker in traditionellen Aufführungen, bevor er mit dem Spiel eines küj beginnt. Die küj handeln von geschichtlichen Ereignissen, bestimmten Orten und geschätzten Persönlichkeiten. Die Flöte ist in diesem Zusammenhang nicht nur ein Instrument der Hirten, sondern auch der Jäger und gehört zu deren spiritueller Welt.
In der im Osten an Kasachstan angrenzenden mongolischen Provinz Bajan-Ölgii werden küj mit dem kasachischen Repertoire auf der dombra oder sybyzgy gespielt. Manche küj beschreiben Landschaften, Gefühlsstimmungen und Naturklänge (einen fliegenden Adler oder einen treibenden Schwan) nach einer lokalen Überlieferung oder gehören zu einer Familientradition. Die kasachischen Bewohner dieser Region spielen auch küj, in denen die Trennung von nach Kasachstan ausgewanderten Familienangehörigen beklagt wird. In den 1960er und 1970er Jahren wurden kasachische Volkslieder in der westlichen Mongolei gesammelt und publiziert. 1977 erschien die Liedersammlung „Küj der Kasachen mit Dombira und Sibizgi in der Bajan-Ölgii-Provinz“, in der zur Notation auch Herkunft und Inhalt der Stücke beschrieben wird.